# Marco Taddei
Pour les articles homonymes, voir Taddei.
 (septembre 2018).
Si vous disposez d'ouvrages ou d'articles de référence ou si vous connaissez des sites web de qualité traitant du thème abordé ici, merci de compléter l'article en donnant les références utiles à sa vérifiabilité et en les liant à la section « Notes et références ».
Marco Taddei (né en 1979 à Vasto) est un écrivain italien surtout connu pour ses activités de scénariste de bande dessinée.

## Biographie
Diplômé en communication, Angelini se lance dans le fanzinat de bande dessinée à la fin des années 2000. En 2012, il entame une collaboration avec le scénariste Simone Angelini avec lequel il crée notamment en 2015 Anubi (it), qui remporte deux prix et est bien accueilli par la presse. Taddei publie par ailleurs divers textes poétiques ou expérimentaux.

## Récompense
- 2016 : Prix XL pour Anubi (it) (avec Simone Angelini)